# 中美科技合作协定
中美科技合作协定（英文：U.S.–China Agreement on Cooperation in Science and Technology）是中华人民共和国政府与美利坚合众国政府之间的一项具有里程碑意义的科学合作协议，由美国总统吉米·卡特和中国共产党副主席兼中国国务院副总理邓小平于1979年1月31日签署。这是美国与中华人民共和国之间签署的首个协议，于1979年1月1日两国正式建立外交关系的同月达成。

## 背景
在冷战的后期，美国意图通过科技合作与交流加深与中国的外交关系；中国则希望通过协定促进技术研发并增强技术专利的积累。以此为背景，两国在1979年达成科学技术合作协定。

## 协议内容
中美科技合作协定的合作范围包括医疗健康，能源和气候等领域。该协定旨在促进对两国有共同利益的科研机会。协定促成了两国学者，科学家，专家和学生的交换项目，科学技术的信息分享，以及共同学术会议，课程和讲座等。
由合作协议指导或促成的会议及项目包括
- 中美科技合作执行秘书会
- 化石能议定书（中华人民共和国煤炭工业部和美利坚合众国能源部化石能研究与发展合作议定书）[6]
- 中美可再生能源工业论坛[7]

## 修訂和延期
该协议于2011年1月19日延期。2018年9月，中美双方修改部分条款后成功延期协定。2024年8月底，该协定未如期延期并进入过期状态，但中美双方依然在为协定内容协商。2024年12月13日，中美双方在北京签署《关于修订和延长两国政府科学技术合作协定的议定书》，将协定延期五年，有效期自2024年8月27日算起。新協議排除了包括人工智慧與半導體在內的對國家安全具有潛在重要性的“关键和新兴技术”之合作，僅涵蓋基礎研究之合作，並且不包含中美大學及私營企業之間的合作。新協議額外要求雙方共享數據，保持公開透明，設立爭端解決機制，並允許一方在另一方違約的情況下終止協議。